# 各務原市総合体育館
各務原市総合体育館（かかみがはらしそうごうたいいくかん）は、岐阜県各務原市にある各務原市が管理運営する総合体育館である。

## 概要
岐阜県の主要体育館のひとつで、岐阜総合職業訓練校の跡地にて着工され1983年（昭和58年）10月10日竣工。
延床面積は5,757m2。観覧席は288席
2018年（平成30年）12月1日から日本一ソフトウェアのネーミングライツにより「プリニーの総合体育館」となった。

## 施設

### 地下1階
- メインアリーナ - 可能種目：バレーボール（4面）、バスケットボール（4面）、バドミントン（12面）、テニス（2面）、ハンドボール（2面）、卓球（20台）、剣道、柔道、その他。
- 幼児体育室

### 1階
- サブアリーナ
- トレーニングルーム - 各務原市の「トレーニング講習会」を受講し、「トレーニング講習会受講済証」を所持した15歳以上の人（中学生を除く）でないと使用出来ない。この受講済証は各務原市民プールのトレーニングルームでも有効。

### 2階
- ランニングコース（1周：200m）
- 観覧席（固定：288席）

## 利用案内
- 休館日：年末年始（12月29日〜1月3日）
- 開館時間：9時00分〜20時00分
- 所在地：〒504-0023・岐阜県各務原市那加太平町2丁目100番地
- 駐車場：140台

## アクセス
- JR高山本線「那加駅」下車、徒歩で約4分。
- 名鉄各務原線「新那加駅」下車、徒歩で約3分。
- 各務原市ふれあいバス・那加線「総合体育館前」バス停下車すぐ。

## 市新総合体育館の建設計画
各務原市総合体育館は老朽化及び狭さ（バスケットボール、ハンドボール、テニス等のコートが規格に適合していない）、駐車場や観客席の不足などの問題があり、各務原市新総合体育館の建設が計画されている。
建設場所は各務山の前町（各務原スポーツ広場南）であり、防災公園を併設する。2025年現在の計画では2029年（令和11年）頃の完成予定である。